# カルモジュリン

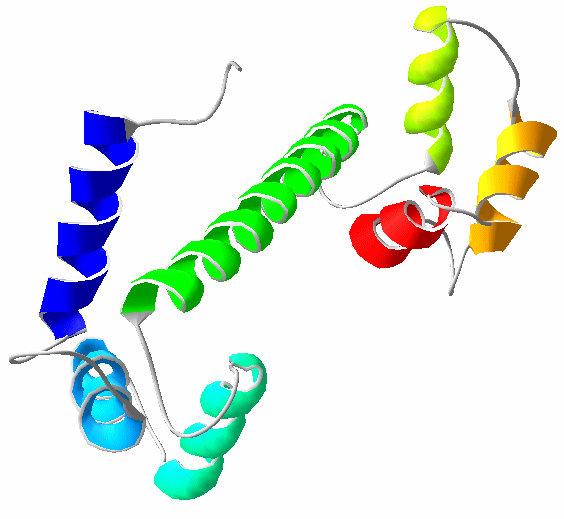
カルモジュリンの立体構造

カルモジュリン（英: Calmodulin、CaM）は、至る所にあるカルシウム結合タンパク質で、多くの種類のタンパク質を対象として制御を行うため、様々な細胞機能に影響を与え、炎症、代謝、アポトーシス、筋肉収縮、細胞内移動、短期記憶、長期記憶、神経成長、免疫反応などさまざまな過程とかかわっている。
カルモジュリンは様々な型の細胞で発現しており、細胞内の存在箇所も、細胞内小器官内、膜の上なども含め様々である。
タンパク質の多くは単独ではカルシウムに結合することはできず、カルモジュリンを利用してカルシウム検出や信号変換を行う。
カルモジュリンは小胞体や筋小胞体にカルシウムの貯蔵も行う。
カルモジュリンはカルシウムが結合すると構造変化を引き起こし、特定の反応のための特定のタンパク質に結合できるようになる。
結合できるカルシウムは1分子当たり4つで、リン酸化、アセチル化、メチル化、タンパク質切断などの翻訳後修飾を受けることがある。
カルモジュリンは小さい酸性のタンパク質で、約148残基のアミノ酸から構成されている。分子量は16706ダルトンで、よくタンパク質シミュレーションソフトで利用される。4つのEFハンドモチーフ（ドメイン）を持っており、それぞれにCa2+イオンが結合する。
カルモジュリンは炭疽菌が分泌する炭疽毒にも結合することで知られる。